# Erik von Frenckell

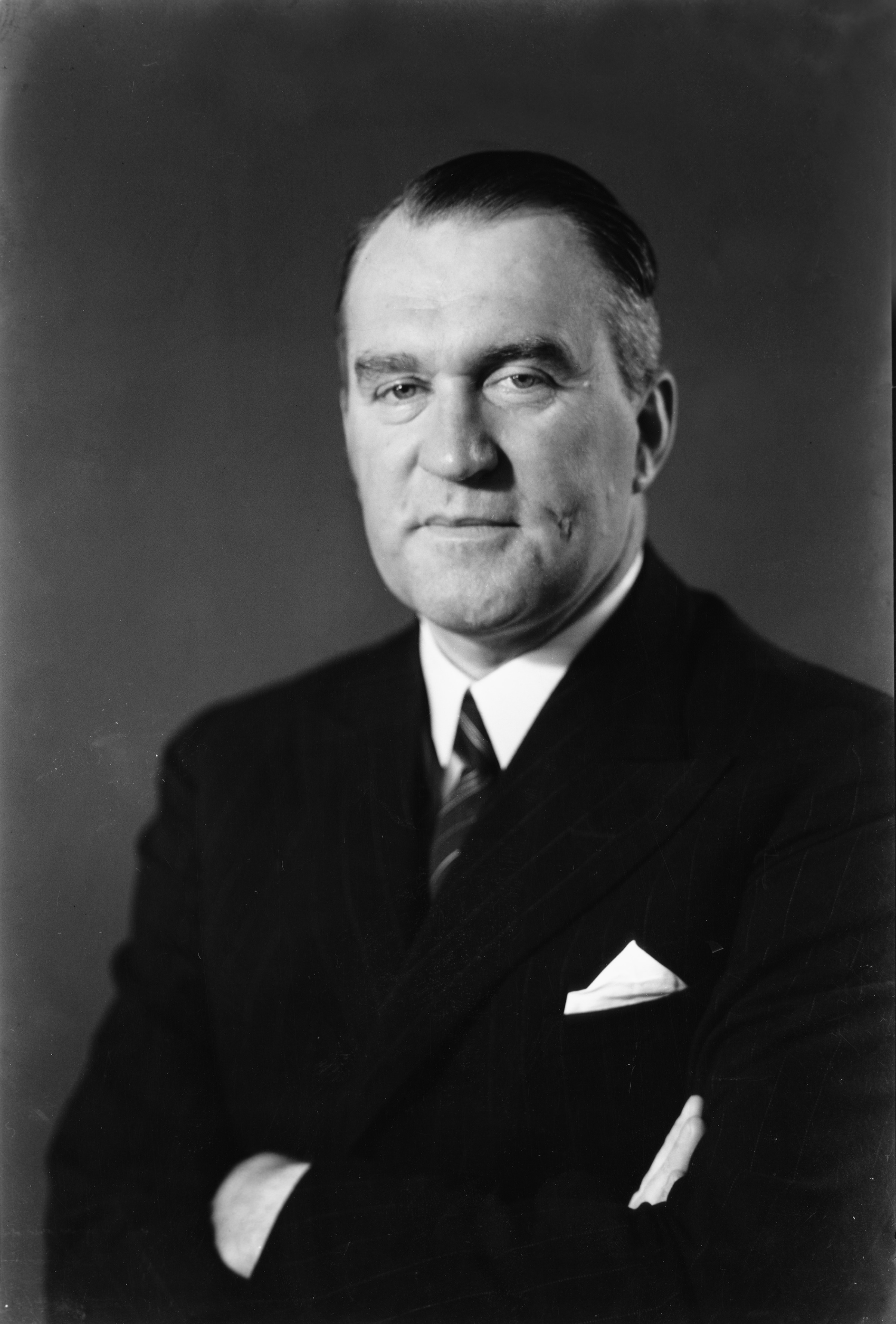
Erik von Frenckell.

Erik von Frenckell (* 18. November 1887 in Helsinki; † 13. September 1977 in Espoo) war ein Finnlandschwede, dessen Vorfahren aus Deutschland eingewandert waren. Er war Geschäftsmann, Mitglied des Finnischen Parlaments, Mitglied des Internationalen Olympischen Komitees, Präsident des Fußballverbandes Finnlands und zeitweise Vizepräsident der FIFA.

## Leben
Nach dem Gymnasium studierte er entsprechend der Familientradition in Deutschland und kehrte 1912 als Diplom-Ingenieur für Elektrotechnik der Technischen Hochschule Dresden zurück. Er arbeitete als Technischer Direktor für die Emissions AB, später für die Finlands Bank. 1917 wurde er für die schwedisch-sprechende Minderheit in den Stadtrat von Helsinki gewählt und als Handelsattaché an die Botschaft nach Berlin entsandt. 1918 kehrte er zurück und kämpfte im Finnischen Bürgerkrieg auf der Seite der Weißen. Von 1927 bis 1939 gehörte er dem Finnischen Parlament an. Als sich Helsinki 1932 für die Olympischen Spiele 1940 bewarb, baute er als stellvertretender Bürgermeister von Helsinki das Olympiastadion, das dann für die in Helsinki stattfindenden Spiele 1952 nur noch erweitert werden musste.

## Funktionärstätigkeiten

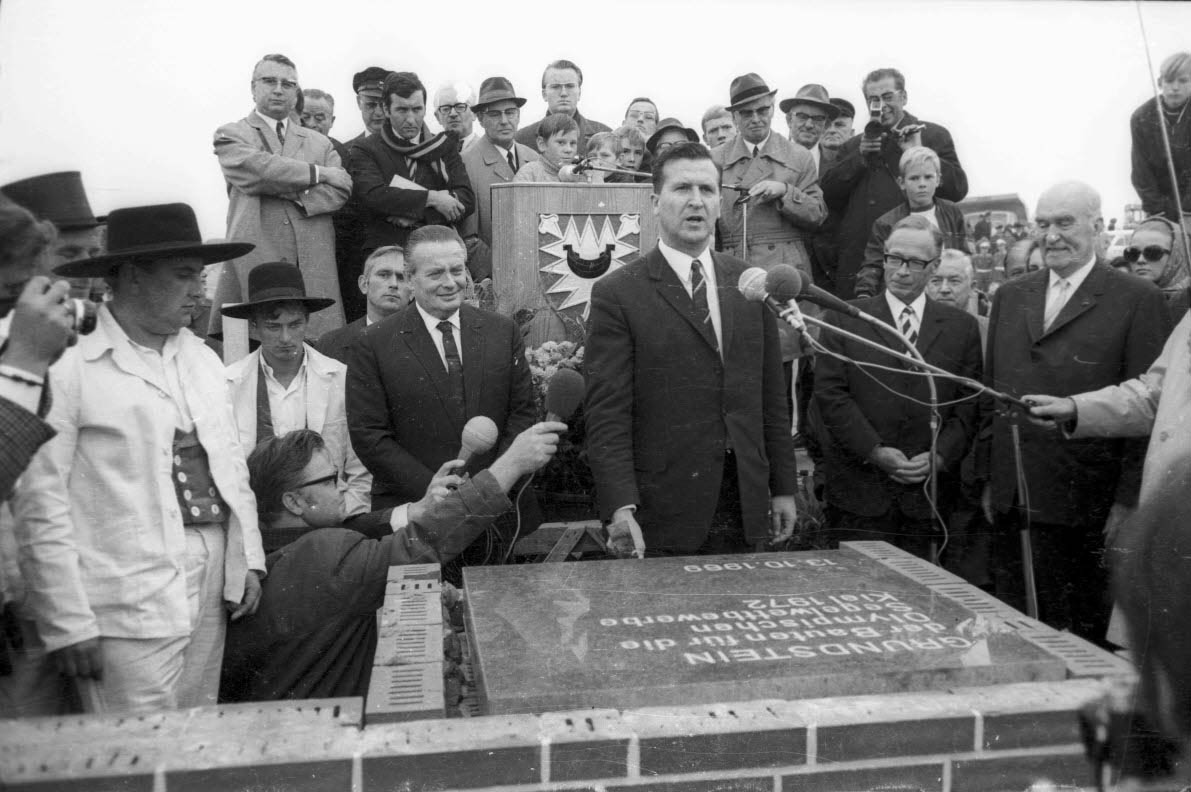
Erik von Frenckell (rechts) 1969 bei der Grundsteinlegung des Olympiazentrums Schilksee. Neben ihm Willi Daume, Günther Bantzer und Ekkehard Geib (von links).

Von Frenckell war Präsident des Finnischen Fußballverbandes von 1918 bis 1952 und Mitglied des FIFA-Exekutivkomitees 1927–1932 (hierbei auch Vizepräsident der FIFA) und 1950–1954. Von 1948 bis 1976 war er Mitglied des Internationalen Olympischen Komitees. In der Auseinandersetzung zwischen seinem bürgerlichen und dem kommunistischen finnischen Arbeitersport gelang es von Frenckel 1947 den Kompromiss einer Startgemeinschaft für die Olympischen Spiele zu erwirken, sodass die finnischen Arbeitersportler nicht länger von den Olympischen Spielen ausgeschlossen waren. Hierdurch erwarb er sich im Ostblock ein solches Ansehen, dass er von Avery Brundage gern als Unterhändler genutzt wurde, um die UdSSR in die Olympische Familie zu holen. Von Frenckell war nicht nur der Verantwortliche, dem es gelang die Spiele nach Helsinki zu holen, der als Präsident des Organisationskomitees die Spiele zu einem Erfolg führte, sondern er war zudem auch inzwischen der Oberbürgermeister von Helsinki, der dafür sorgte, dass Stadion, Stadt, Olympisches Dorf eine nachhaltige Einheit wurden. Sein Versuch auch der DDR zu einer Teilnahme zu verhelfen scheiterte jedoch. Auch die Sonderwünsche der UdSSR und ihrer Alliierten (u. a. eigenes Olympisches Dorf, um keine ‚schädlichen‘ Kontakte zum Westen zu haben), erfüllte er entgegen Brundages Vorstellungen ohne Murren und zeigte hierbei, dass der Sonderweg der Finnlandisierung für ein Land an der Grenze zur UdSSR ohne Verlust an nationaler Identität möglich war.